# Buio (miniserie televisiva)
Buio è una miniserie televisiva strutturata in quattro episodi: L'intruso, con Andrea Osvárt; Buio, con Margareth Madè; Cinque ore di Luna piena, con Kasia Smutniak; L'urlo, con Valentina Cervi.